# Mette Bergmann
Mette Bergmann (née le 9 novembre 1962) est une athlète norvégienne spécialiste du lancer du disque.

## Biographie

### Palmarès
| Date | Compétition               | Lieu     | Résultat | Performance |
| ---- | ------------------------- | -------- | -------- | ----------- |
| 1994 | Championnats d'Europe     | Helsinki | 3e       | 64,34 m     |
| 1994 | Finale du Grand Prix IAAF | Paris    | 2e       | 64,72 m     |
| 1995 | Championnats du monde     | Göteborg | 6e       | 62,48 m     |
| 1996 | Jeux olympiques           | Atlanta  | 9e       | 62,28 m     |

### Records
Sa meilleure performance est un lancer à 69,68 m, réalisé à Florø en 1995.